# Jan Schalauske

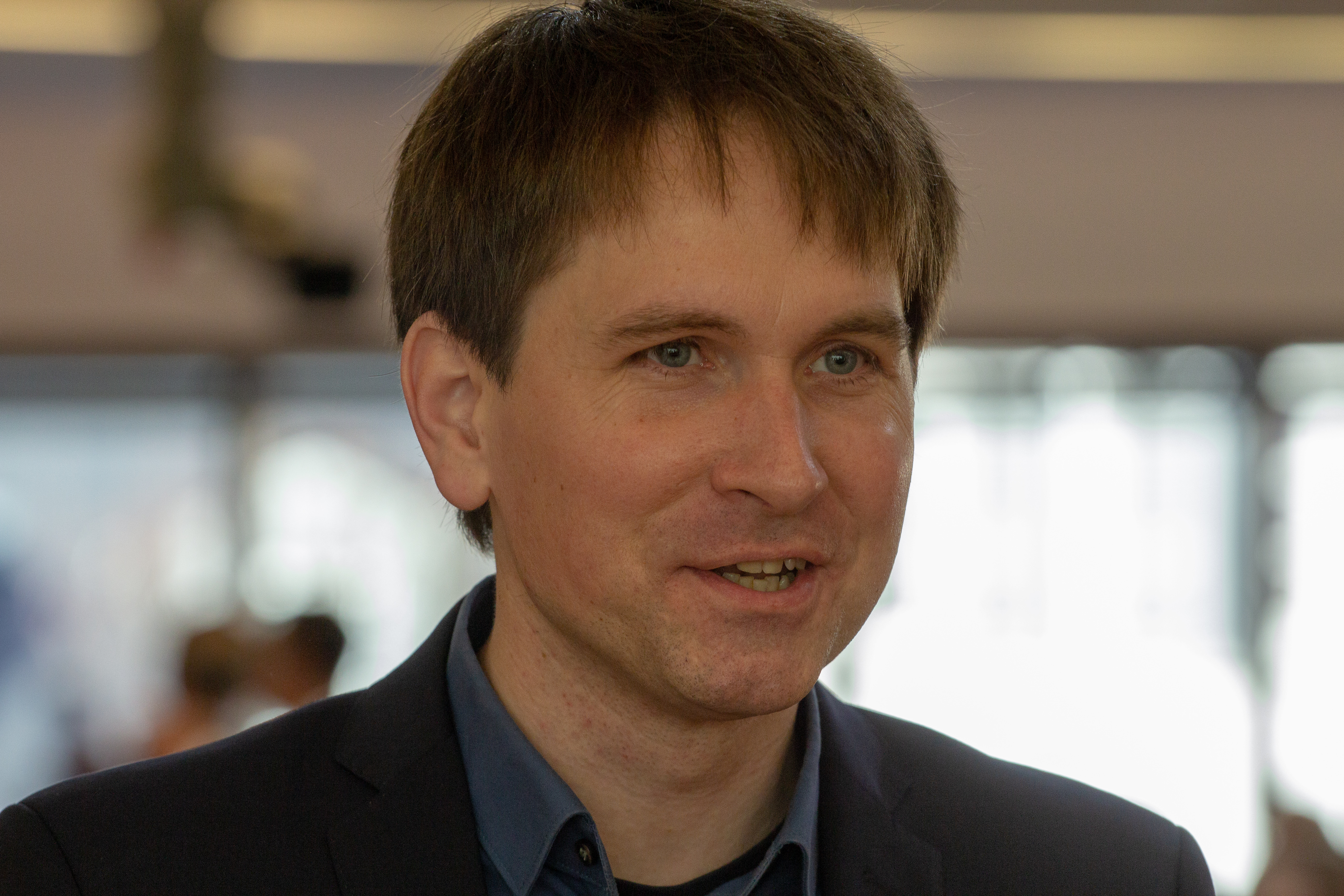
Jan Schalauske, 2019

Jan Schalauske (* 31. Dezember 1980 in Lüneburg) ist ein deutscher Politiker (Die Linke). Von 2014 bis 2022 war er einer der beiden Landesvorsitzenden von Die Linke in Hessen. Von 2017 bis 2024 war er Abgeordneter des Hessischen Landtags.

## Ausbildung und Beruf
Schalauske absolvierte ab 2002 ein Studium der Politikwissenschaft an der Philipps-Universität Marburg, das er 2009 als Diplom-Politikwissenschaftler abschloss. Von 2006 bis 2017 arbeitete er als Politikwissenschaftler für den Bundestagsabgeordneten Wolfgang Gehrcke.

## Politik

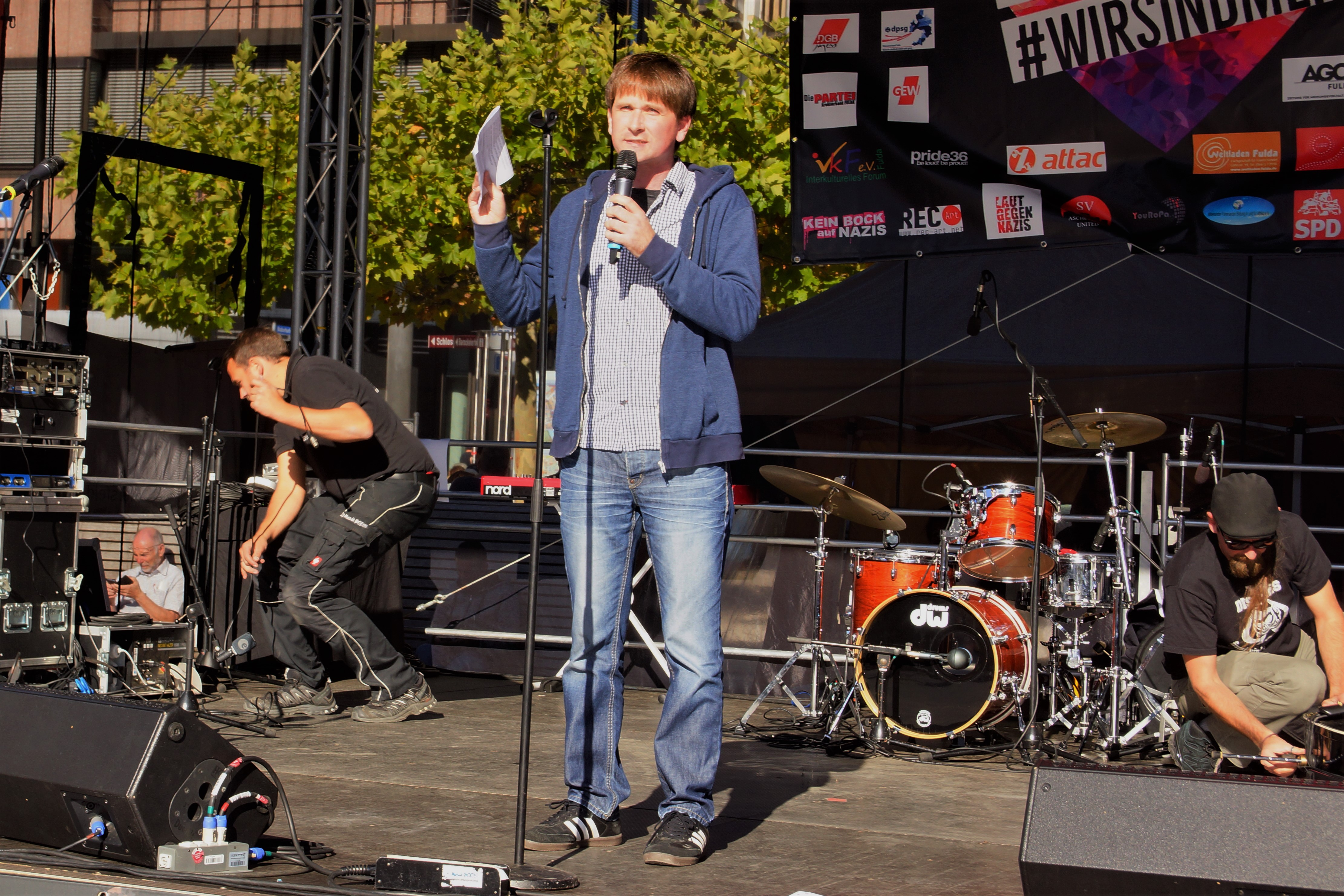
Jan Schalauske bei "Wir sind mehr" in Fulda (2018)

Seit 2005 engagiert er sich in der Partei Die Linke. Von 2009 bis 2013 wirkte er als Kreisvorsitzender der Partei Die Linke. Marburg-Biedenkopf. Seit Ende 2014 ist er Landesvorsitzender der Partei Die Linke. in Hessen, zuvor war er seit 2008 Mitglied des Landesvorstands.
2011 wurde er für die Marburger Linke in die Stadtverordnetenversammlung gewählt und arbeitet seitdem im Haupt- und Finanzausschuss. Seit der Kommunalwahl 2016 fungiert er als Fraktionsvorsitzender. Von 2011 bis 2016 war er Vorsitzender des Wahlvorbereitungsausschusses.
Bei der Oberbürgermeisterwahl in Marburg 2015 erreichte Schalauske als Kandidat der Marburger Linken 9,8 Prozent der Stimmen und landete überraschend auf dem dritten Platz, noch vor dem Kandidaten der in der Universitätsstadt traditionell starken Partei Bündnis 90/Die Grünen.
Bei den hessischen Landtagswahlen 2008, 2009, 2013 und 2018 kandidierte Schalauske als Direktkandidat im Wahlkreis „Marburg-Biedenkopf II“ und auf Landesliste der Partei Die Linke. Am 16. April 2017 zog er dann als Nachfolger des Abgeordneten Willi van Ooyen in den hessischen Landtag, in welchem er u. a. Mitglied des Europa-, Haushalts- und Landesschuldenausschusses ist. 2018  war er gemeinsam mit Janine Wissler Spitzenkandidat der Partei Die Linke und wurde als Abgeordneter wiedergewählt. Er war zunächst stellvertretender Vorsitzender seiner Fraktion und ist seit Oktober 2021 gemeinsam mit Elisabeth Kula gleichberechtigter Fraktionsvorsitzender.
Für die Landtagswahl 2023 wurde er auf Listenplatz zwei gewählt. Da seine Partei jedoch an der 5 %-Hürde scheiterte, schied Schalauske somit mit der konstituierenden Sitzung des 21. Hessischen Landtags am 18. Januar 2024 aus dem Landtag aus.

## Mitgliedschaften
Schalauske ist Mitglied von ver.di, Attac, VVN-BdA und der Rosa-Luxemburg-Stiftung Hessen. Er organisiert das Programm des Rosa-Luxemburg-Clubs Marburg.